# Liste der Naturdenkmale im Amt Tessin
Die Liste der Naturdenkmale im Amt Tessin nennt die Naturdenkmale im Amt Tessin im Landkreis Rostock in Mecklenburg-Vorpommern.

## Cammin
| Bild | Nr.         | Bezeichnung              | Standort                                                        | Beschreibung | Schutzzweck | Verordnung                                                                                   |
| ---- | ----------- | ------------------------ | --------------------------------------------------------------- | ------------ | ----------- | -------------------------------------------------------------------------------------------- |
| BW   |             | 12 alte große Linden     | Cammin, Friedhof (53° 59′ 23,4″ N, 12° 21′ 23,5″ O)             |              |             | Verordnung zur Sicherung von Naturdenkmalen im Kreise Rostock, 28.01.1939                    |
| BW   |             | Eibe                     | Cammin I (53° 59′ 45″ N, 12° 21′ 20,4″ O)                       |              |             | 3. Nachtragsverordnung zur Sicherung von Naturdenkmalen im Kreise Rostock - Land, 04.05.1940 |
| BW   |             | Eiche                    | Cammin I Kokendorfer Weg 6 (53° 59′ 46,1″ N, 12° 21′ 29,8″ O)   |              |             | 3. Nachtragsverordnung zur Sicherung von Naturdenkmalen im Kreise Rostock - Land, 04.05.1940 |
| BW   |             | Eiche                    | Cammin I Kokendorfer Weg, Ende (54° 0′ 1,3″ N, 12° 21′ 33,1″ O) |              |             | 3. Nachtragsverordnung zur Sicherung von Naturdenkmalen im Kreise Rostock - Land, 04.05.1940 |
| BW   |             | Fichte                   | Cammin I (54° 0′ 11,6″ N, 12° 21′ 52,4″ O)                      |              |             | 3. Nachtragsverordnung zur Sicherung von Naturdenkmalen im Kreise Rostock - Land, 04.05.1940 |
| BW   |             | Eiche                    | Cammin II (53° 57′ 44,9″ N, 12° 21′ 23,4″ O)                    |              |             | 4. Nachtragsverordnung zur Sicherung von Naturdenkmalen im Kreise Rostock - Land, 21.11.1940 |
| BW   |             | Buche                    | Cammin II im Wald (53° 58′ 20,7″ N, 12° 22′ 38″ O)              |              |             | 4. Nachtragsverordnung zur Sicherung von Naturdenkmalen im Kreise Rostock - Land, 21.11.1940 |
| BW   |             | Buche                    | Cammin II am Waldweg (53° 58′ 29,3″ N, 12° 22′ 33,7″ O)         |              |             | 4. Nachtragsverordnung zur Sicherung von Naturdenkmalen im Kreise Rostock - Land, 21.11.1940 |
| BW   |             | "Leyer Kiefer"           | Cammin (53° 58′ 54,6″ N, 12° 23′ 15,4″ O)                       |              |             | 5. Nachtragsverordnung zur Sicherung von Naturdenkmalen im Kreise Rostock - Land, 14.07.1941 |
| BW   |             | Linde                    | Eickhof b. Cammin (53° 59′ 23,4″ N, 12° 23′ 13,2″ O)            |              |             | 5. Nachtragsverordnung zur Sicherung von Naturdenkmalen im Kreise Rostock - Land, 14.07.1941 |
| BW   |             | Stieleiche               | Cammin (53° 58′ 2,9″ N, 12° 20′ 33,7″ O)                        |              |             | 2. Beschluss des Rates des Kreises Rostock - Land, 25.07.1956                                |
| BW   | fnd_dbr_058 | Grenzhecke Cammin        | Grenze Cammin/Wardow (53° 58′ 38,6″ N, 12° 20′ 16,8″ O)         |              |             | Beschluss des Rates des Kreises Rostock Nr. 145-22/86 vom 23.10.1986                         |
| BW   | fnd_dbr_059 | Recknitzmoor bei Eickhof | (53° 58′ 44,7″ N, 12° 23′ 36,9″ O)                              |              |             | Recknitzwiesen                                                                               |

## Gnewitz
| Bild | Nr. | Bezeichnung                                     | Standort                                                            | Beschreibung | Schutzzweck | Verordnung                                                                                   |
| ---- | --- | ----------------------------------------------- | ------------------------------------------------------------------- | ------------ | ----------- | -------------------------------------------------------------------------------------------- |
| BW   |     | Deckplatte eines Hühnengrabes                   | Gnewitz (54° 5′ 17,4″ N, 12° 29′ 50,2″ O)                           |              |             | 5. Nachtragsverordnung zur Sicherung von Naturdenkmalen im Kreise Rostock - Land, 14.07.1941 |
| BW   |     | Eiche                                           | Gnewitz an der Grenze zu Zarnewanz (54° 4′ 6,4″ N, 12° 30′ 17,5″ O) |              |             | 5. Nachtragsverordnung zur Sicherung von Naturdenkmalen im Kreise Rostock - Land, 14.07.1941 |
| BW   |     | 1. von 2 Eichen                                 | Gnewitz ehem. Gutspark (54° 4′ 51,6″ N, 12° 30′ 55,4″ O)            |              |             | 5. Nachtragsverordnung zur Sicherung von Naturdenkmalen im Kreise Rostock - Land, 14.07.1941 |
| BW   |     | 2. von 2 Eichen                                 | Gnewitz ehem. Gutspark (54° 4′ 51,2″ N, 12° 30′ 54,9″ O)            |              |             | 5. Nachtragsverordnung zur Sicherung von Naturdenkmalen im Kreise Rostock - Land, 14.07.1941 |
| BW   |     | 2 Buchen                                        | Gnewitz (54° 4′ 5,2″ N, 12° 31′ 54,6″ O)                            |              |             | 5. Nachtragsverordnung zur Sicherung von Naturdenkmalen im Kreise Rostock - Land, 14.07.1941 |
| BW   |     | Findling                                        | Gnewitz an Weg (54° 3′ 53,6″ N, 12° 31′ 42,1″ O)                    |              |             | 5. Nachtragsverordnung zur Sicherung von Naturdenkmalen im Kreise Rostock - Land, 14.07.1941 |
| BW   |     | Findling                                        | Gnewitz (54° 3′ 50,6″ N, 12° 31′ 37,8″ O)                           |              |             | 5. Nachtragsverordnung zur Sicherung von Naturdenkmalen im Kreise Rostock - Land, 14.07.1941 |
| BW   |     | Kaiserbuche                                     | Gnewitz (54° 3′ 50,7″ N, 12° 31′ 37,9″ O)                           |              |             | 5. Nachtragsverordnung zur Sicherung von Naturdenkmalen im Kreise Rostock - Land, 14.07.1941 |
| BW   |     | Findling                                        | Gnewitz Wald (54° 3′ 47,2″ N, 12° 31′ 31,5″ O)                      |              |             | 5. Nachtragsverordnung zur Sicherung von Naturdenkmalen im Kreise Rostock - Land, 14.07.1941 |
| BW   |     | Buche                                           | Gnewitz (54° 3′ 44,9″ N, 12° 31′ 33,2″ O)                           |              |             | 5. Nachtragsverordnung zur Sicherung von Naturdenkmalen im Kreise Rostock - Land, 14.07.1941 |
| BW   |     | Buchengruppe aus 4 Bäumen mit gemeinsamer Krone | Gnewitz (54° 3′ 45,8″ N, 12° 31′ 38,7″ O)                           |              |             | 5. Nachtragsverordnung zur Sicherung von Naturdenkmalen im Kreise Rostock - Land, 14.07.1941 |
| BW   |     | Bergahorn                                       | Gnewitz ehem. Gutspark (54° 4′ 50,5″ N, 12° 30′ 55,8″ O)            |              |             | 5. Beschluss des Rates des Kreises Rostock - Land, 13.01.1958                                |
| BW   |     | 1. von 5 der ehemals 6 Kastanien                | Gnewitz L18/Barkvierener Weg (54° 4′ 41″ N, 12° 30′ 47,7″ O)        |              |             | 5. Beschluss des Rates des Kreises Rostock - Land, 13.01.1958                                |
| BW   |     | 2. von 5 der ehemals 6 Kastanien                | Gnewitz L18/Barkvierener Weg (54° 4′ 40,3″ N, 12° 30′ 47,5″ O)      |              |             | 5. Beschluss des Rates des Kreises Rostock - Land, 13.01.1958                                |
| BW   |     | 3. von 5 der ehemals 6 Kastanien                | Gnewitz L18/Barkvierener Weg (54° 4′ 40,2″ N, 12° 30′ 47,3″ O)      |              |             | 5. Beschluss des Rates des Kreises Rostock - Land, 13.01.1958                                |
| BW   |     | 4. von 5 der ehemals 6 Kastanien                | Gnewitz L18/Barkvierener Weg (54° 4′ 40,5″ N, 12° 30′ 47,1″ O)      |              |             | 5. Beschluss des Rates des Kreises Rostock - Land, 13.01.1958                                |
| BW   |     | 5. von 5 der ehemals 6 Kastanien                | Gnewitz L18/Barkvierener Weg (54° 4′ 41,5″ N, 12° 30′ 47,2″ O)      |              |             | 5. Beschluss des Rates des Kreises Rostock - Land, 13.01.1958                                |
| BW   |     | Stieleiche                                      | Gnewitz Am Park 6a (54° 4′ 49,9″ N, 12° 30′ 45,4″ O)                |              |             | Beschluss Nr. 145-22/86 des Kreistages Rostock-Land, 23.10.1986                              |
| BW   |     | Stieleiche/Wildapfel                            | Gnewitz (54° 3′ 43,6″ N, 12° 31′ 46″ O)                             |              |             | Beschluss Nr. 145-22/86 des Kreistages Rostock-Land, 23.10.1986                              |

## Grammow
| Bild | Nr.         | Bezeichnung    | Standort                                              | Beschreibung | Schutzzweck | Verordnung                                                                                   |
| ---- | ----------- | -------------- | ----------------------------------------------------- | ------------ | ----------- | -------------------------------------------------------------------------------------------- |
| BW   |             | Eiche          | Neuhof bei Sülze (54° 3′ 25,9″ N, 12° 36′ 19″ O)      |              |             | 5. Nachtragsverordnung zur Sicherung von Naturdenkmalen im Kreise Rostock - Land, 14.07.1941 |
| BW   |             | Eiche          | Neuhof Recknitzberg (54° 4′ 22,3″ N, 12° 36′ 24,4″ O) |              |             | 6. Nachtragsverordnung zur Sicherung von Naturdenkmalen im Kreise Rostock - Land, 01.07.1942 |
| BW   | fnd_dbr_053 | Stassower Moor | (54° 1′ 54,5″ N, 12° 37′ 8,7″ O)                      |              |             | Beschluss des Rates des Kreises Rostock Nr. 145-22/86 vom 23.10.1986                         |

## Nustrow
| Bild | Nr.         | Bezeichnung          | Standort                          | Beschreibung | Schutzzweck | Verordnung                                                           |
| ---- | ----------- | -------------------- | --------------------------------- | ------------ | ----------- | -------------------------------------------------------------------- |
| BW   | fnd_dbr_052 | Hecke Nustrow-Kowalz | (54° 1′ 15,3″ N, 12° 34′ 18,8″ O) |              |             | Beschluss des Rates des Kreises Rostock Nr. 145-22/86 vom 23.10.1986 |

## Selpin
| Bild | Nr.         | Bezeichnung                           | Standort                                                                          | Beschreibung             | Schutzzweck | Verordnung |
| ---- | ----------- | ------------------------------------- | --------------------------------------------------------------------------------- | ------------------------ | ----------- | --- |
| BW   |             | Allee alter Linden, Eschen und Eichen | Woltow (53° 59′ 13,2″ N, 12° 31′ 9,4″ O)                                          |                          |             | 2. Nachtragsverordnung zur Sicherung von Naturdenkmalen im Kreise Rostock - Land, 15.02.1940                                 |
| BW   |             | Buche                                 | Wesselstorf b. Tessin Sandtannen (53° 59′ 32,3″ N, 12° 27′ 57″ O)                 |                          |             | 3. Nachtragsverordnung zur Sicherung von Naturdenkmalen im Kreise Rostock - Land, 04.05.1940                                 |
| BW   |             | Buche                                 | Wesselstorf b. Tessin Wesselstorfer Weg / Palchow (53° 58′ 8,4″ N, 12° 28′ 31″ O) |                          |             | 3. Nachtragsverordnung zur Sicherung von Naturdenkmalen im Kreise Rostock - Land, 04.05.1940                                 |
| BW   |             | Teufelskralle                         | Wesselstorf b. Tessin (53° 58′ 34,5″ N, 12° 29′ 13,5″ O)                          |                          |             | 3. Nachtragsverordnung zur Sicherung von Naturdenkmalen im Kreise Rostock - Land, 04.05.1940                                 |
| BW   |             | Eiche                                 | Wesselstorf b. Tessin (53° 59′ 39″ N, 12° 25′ 39,5″ O)                            |                          |             | 5. Nachtragsverordnung zur Sicherung von Naturdenkmalen im Kreise Rostock - Land, 14.07.1941                                 |
| BW   | fnd_gue_004 | Boltbruch                             | (53° 57′ 17,6″ N, 12° 30′ 4,4″ O)                                                 | auch in Wardow/Amt Laage |             | 1984. Beschluss des Kreistages Güstrow Nr. 15 vom 23.10.1990 über die endgültige Unterschutzstellung als Flächennaturdenkmal |

## Stubbendorf
| Bild                          | Nr. | Bezeichnung             | Standort                                                        | Beschreibung | Schutzzweck | Verordnung                                                                                   |
| ----------------------------- | --- | ----------------------- | --------------------------------------------------------------- | ------------ | ----------- | -------------------------------------------------------------------------------------------- |
| mehr Fotos \| Fotos hochladen |     | Wildapfelbaum           | Stubbendorf Kölzower Chaussee (54° 5′ 16,3″ N, 12° 32′ 22″ O)   |              |             | 1. Nachtragsverordnung zur Sicherung von Naturdenkmalen im Kreise Rostock, 11.11.1939        |
| BW                            |     | Eiche                   | Stubbendorf Kölzower Chaussee (54° 5′ 16,2″ N, 12° 32′ 23,6″ O) |              |             | 5. Nachtragsverordnung zur Sicherung von Naturdenkmalen im Kreise Rostock - Land, 14.07.1941 |
| BW                            |     | zwei verwachsene Buchen | Stubbendorf Flur 2 (54° 4′ 8,8″ N, 12° 32′ 3,1″ O)              |              |             | 5. Nachtragsverordnung zur Sicherung von Naturdenkmalen im Kreise Rostock - Land, 14.07.1941 |
| BW                            |     | Findling                | Ehmkendorfer Moor (54° 4′ 21,1″ N, 12° 32′ 36″ O)               |              |             | 5. Nachtragsverordnung zur Sicherung von Naturdenkmalen im Kreise Rostock - Land, 14.07.1941 |
| BW                            |     | Rotbuche                | Stubbendorfer Forst (54° 4′ 18,7″ N, 12° 32′ 42″ O)             |              |             | Beschluss Nr. 145-22/86 des Kreistages Rostock-Land, 23.10.1986                              |
| BW                            |     | Doppelbuche             | Stubbendorf (54° 4′ 10,9″ N, 12° 32′ 43,9″ O)                   |              |             | 5. Nachtragsverordnung zur Sicherung von Naturdenkmalen im Kreise Rostock - Land, 14.07.1941 |
| BW                            |     | Findling                | Stubbendorf (54° 4′ 11,3″ N, 12° 32′ 47,7″ O)                   |              |             | 5. Nachtragsverordnung zur Sicherung von Naturdenkmalen im Kreise Rostock - Land, 14.07.1941 |
| BW                            |     | 2 Buchen                | Stubbendorf (54° 4′ 3,5″ N, 12° 32′ 45,3″ O)                    |              |             | 5. Nachtragsverordnung zur Sicherung von Naturdenkmalen im Kreise Rostock - Land, 14.07.1941 |
| BW                            |     | Eiche                   | Stubbendorf (54° 5′ 0,7″ N, 12° 31′ 58,1″ O)                    |              |             | 5. Nachtragsverordnung zur Sicherung von Naturdenkmalen im Kreise Rostock - Land, 14.07.1941 |
| BW                            |     | Eiche                   | Stubbendorf (54° 4′ 55,8″ N, 12° 31′ 52,6″ O)                   |              |             | 5. Nachtragsverordnung zur Sicherung von Naturdenkmalen im Kreise Rostock - Land, 14.07.1941 |
| BW                            |     | Eiche                   | Stubbendorf (54° 4′ 51,9″ N, 12° 31′ 53″ O)                     |              |             | 5. Nachtragsverordnung zur Sicherung von Naturdenkmalen im Kreise Rostock - Land, 14.07.1941 |
| BW                            |     | "Hindenburgstein"       | Stubbendorf (54° 4′ 59,6″ N, 12° 31′ 24,2″ O)                   |              |             | 5. Nachtragsverordnung zur Sicherung von Naturdenkmalen im Kreise Rostock - Land, 14.07.1941 |
| BW                            |     | Buche                   | Stubbendorf ehem. Gutspark (54° 5′ 12,3″ N, 12° 31′ 33,8″ O)    |              |             | 5. Nachtragsverordnung zur Sicherung von Naturdenkmalen im Kreise Rostock - Land, 14.07.1941 |
| BW                            |     | Rotbuche                | Stubbendorf ehem. Gutspark (54° 5′ 8,8″ N, 12° 31′ 24,9″ O)     |              |             | Beschluss Nr. 145-22/86 des Kreistages Rostock-Land, 23.10.1986                              |
| BW                            |     | Esche                   | Stubbendorf ehem. Gutspark (54° 5′ 10,8″ N, 12° 31′ 28,7″ O)    |              |             | Beschluss Nr. 145-22/86 des Kreistages Rostock-Land, 23.10.1986                              |
| BW                            |     | Esche                   | Stubbendorf Dorfstraße 31 (54° 5′ 12,7″ N, 12° 31′ 21,5″ O)     |              |             | Beschluss Nr. 145-22/86 des Kreistages Rostock-Land, 23.10.1986                              |

## Tessin
| Bild | Nr.         | Bezeichnung                  | Standort                                                   | Beschreibung                              | Schutzzweck | Verordnung                                                                                   |
| ---- | ----------- | ---------------------------- | ---------------------------------------------------------- | ----------------------------------------- | ----------- | -------------------------------------------------------------------------------------------- |
| BW   |             | Wallberg mit Böschungen      | Tessin, Mühlenstraße (54° 1′ 31″ N, 12° 28′ 2,8″ O)        |                                           |             | 1. Nachtragsverordnung zur Sicherung von Naturdenkmalen im Kreise Rostock, 11.11.1939        |
| BW   |             | Traubeneiche                 | Tessin Wolfsberger Mühle (54° 2′ 42,1″ N, 12° 27′ 28,4″ O) |                                           |             | 1. Nachtragsverordnung zur Sicherung von Naturdenkmalen im Kreise Rostock, 11.11.1939        |
| BW   |             | 3 Hainbuchen                 | Tessin (54° 2′ 27,1″ N, 12° 27′ 57,1″ O)                   | Wolfsberger Wald und Stormstorfer Bachtal |             | 4. Beschluss des Rates des Kreises Rostock - Land, 04.07.1957                                |
| BW   | fnd_dbr_051 | Recknitzwiese Tessin         | (54° 1′ 11,4″ N, 12° 27′ 41,1″ O)                          |                                           |             | Beschluss des Rates des Kreises Rostock Nr. 145-22/86 vom 23.10.1986                         |
| BW   | fnd_dbr_061 | Gramstorfer Berge            | Tessin und Zarnewanz (54° 2′ 33″ N, 12° 29′ 6″ O)          | NSG                                       |             | Beschluss des Rates des Kreises Rostock Nr. 145-22/86 vom 23.10.1986                         |
| BW   |             | Traubeneiche                 | Tessin (54° 2′ 35,5″ N, 12° 29′ 10,3″ O)                   | im FND Gramstorfer Berge                  |             | 1. Nachtragsverordnung zur Sicherung von Naturdenkmalen im Kreise Rostock, 11.11.1939        |
| BW   |             | Traubeneiche                 | Tessin (54° 2′ 36,1″ N, 12° 29′ 10,7″ O)                   |                                           |             | 1. Nachtragsverordnung zur Sicherung von Naturdenkmalen im Kreise Rostock, 11.11.1939        |
| BW   |             | Traubeneiche                 | Tessin (54° 2′ 38,9″ N, 12° 29′ 12,6″ O)                   | im FND Gramstorfer Berge                  |             | 1. Nachtragsverordnung zur Sicherung von Naturdenkmalen im Kreise Rostock, 11.11.1939        |
| BW   |             | Traubeneiche                 | Tessin (54° 2′ 38,2″ N, 12° 29′ 12,6″ O)                   | im FND Gramstorfer Berge                  |             | 1. Nachtragsverordnung zur Sicherung von Naturdenkmalen im Kreise Rostock, 11.11.1939        |
| BW   |             | Buche 1 von 7 Buchen         | Tessin (54° 2′ 38,3″ N, 12° 29′ 18,6″ O)                   | im FND Gramstorfer Berge                  |             | 1. Beschluss des Rates des Kreises Rostock - Land, 14.04.1956                                |
| BW   |             | Buche 2 von 7 Buchen         | Tessin (54° 2′ 39,1″ N, 12° 29′ 16,9″ O)                   | im FND Gramstorfer Berge                  |             | 1. Beschluss des Rates des Kreises Rostock - Land, 14.04.1956                                |
| BW   |             | Buche 3 von 7 Buchen         | Tessin (54° 2′ 39,8″ N, 12° 29′ 16,2″ O)                   | im FND Gramstorfer Berge                  |             | 1. Beschluss des Rates des Kreises Rostock - Land, 14.04.1956                                |
| BW   |             | Buche 4 von 7 Buchen         | Tessin (54° 2′ 38,3″ N, 12° 29′ 15,4″ O)                   | im FND Gramstorfer Berge                  |             | 1. Beschluss des Rates des Kreises Rostock - Land, 14.04.1956                                |
| BW   |             | Buche 5 von 7 Buchen         | Tessin (54° 2′ 38,2″ N, 12° 29′ 19,9″ O)                   | im FND Gramstorfer Berge                  |             | 1. Beschluss des Rates des Kreises Rostock - Land, 14.04.1956                                |
| BW   |             | Buche 6 von 7 Buchen         | Tessin (54° 2′ 38,7″ N, 12° 29′ 17,8″ O)                   | im FND Gramstorfer Berge                  |             | 1. Beschluss des Rates des Kreises Rostock - Land, 14.04.1956                                |
| BW   |             | Buche 7 von 7 Buchen         | Tessin (54° 2′ 33,2″ N, 12° 29′ 9,7″ O)                    | im FND Gramstorfer Berge                  |             | 1. Beschluss des Rates des Kreises Rostock - Land, 14.04.1956                                |
| BW   |             | Eiche 1 von 2 Eichen         | Tessin (54° 2′ 34,4″ N, 12° 29′ 23,7″ O)                   | im FND Gramstorfer Berge                  |             | 1. Beschluss des Rates des Kreises Rostock - Land, 14.04.1956                                |
| BW   |             | Eiche 2 von 2 Eichen         | Tessin (54° 2′ 33,7″ N, 12° 29′ 9,1″ O)                    | im FND Gramstorfer Berge                  |             | 1. Beschluss des Rates des Kreises Rostock - Land, 14.04.1956                                |
| BW   |             | Weißbuche 1 von 7 Weißbuchen | Tessin (54° 2′ 37,2″ N, 12° 29′ 7,1″ O)                    | im FND Gramstorfer Berge                  |             | 1. Beschluss des Rates des Kreises Rostock - Land, 14.04.1956                                |
| BW   |             | Weißbuche 2 von 7 Weißbuchen | Tessin (54° 2′ 38,5″ N, 12° 29′ 8,2″ O)                    | im FND Gramstorfer Berge                  |             | 1. Beschluss des Rates des Kreises Rostock - Land, 14.04.1956                                |
| BW   |             | Weißbuche 3 von 7 Weißbuchen | Tessin (54° 2′ 40,1″ N, 12° 29′ 9,6″ O)                    | im FND Gramstorfer Berge                  |             | 1. Beschluss des Rates des Kreises Rostock - Land, 14.04.1956                                |
| BW   |             | Weißbuche 4 von 7 Weißbuchen | Tessin (54° 2′ 39,1″ N, 12° 29′ 9,1″ O)                    | im FND Gramstorfer Berge                  |             | 1. Beschluss des Rates des Kreises Rostock - Land, 14.04.1956                                |
| BW   |             | Weißbuche 5 von 7 Weißbuchen | Tessin (54° 2′ 39,6″ N, 12° 29′ 9,7″ O)                    | im FND Gramstorfer Berge                  |             | 1. Beschluss des Rates des Kreises Rostock - Land, 14.04.1956                                |
| BW   |             | Stieleiche                   | (54° 2′ 30,3″ N, 12° 29′ 25,2″ O)                          |                                           |             | im FND Gramstorfer Berge                                                                     |
| BW   |             | Stieleiche                   | (54° 2′ 33,8″ N, 12° 29′ 24,3″ O)                          |                                           |             | Beschluss Nr. 145-22/86 des Kreistages Rostock-Land, 23.10.1986                              |
| BW   |             | 5 Linden                     | Vilz Dorfkirche (54° 1′ 29″ N, 12° 29′ 12,6″ O)            |                                           |             | 5. Nachtragsverordnung zur Sicherung von Naturdenkmalen im Kreise Rostock - Land, 14.07.1941 |
| BW   |             | Eiche                        | Vilz (54° 1′ 13,5″ N, 12° 29′ 0,6″ O)                      |                                           |             | 5. Nachtragsverordnung zur Sicherung von Naturdenkmalen im Kreise Rostock - Land, 14.07.1941 |
| BW   |             | 2 verwachsene Buchen         | Vilz (54° 1′ 16,7″ N, 12° 28′ 49,1″ O)                     |                                           |             | 5. Nachtragsverordnung zur Sicherung von Naturdenkmalen im Kreise Rostock - Land, 14.07.1941 |
| BW   |             | Buche                        | Vilz (54° 1′ 9,5″ N, 12° 28′ 40,8″ O)                      |                                           |             | 5. Nachtragsverordnung zur Sicherung von Naturdenkmalen im Kreise Rostock - Land, 14.07.1941 |

## Thelkow
| Bild | Nr.         | Bezeichnung                        | Standort                                                 | Beschreibung         | Schutzzweck | Verordnung                                                                                   |
| ---- | ----------- | ---------------------------------- | -------------------------------------------------------- | -------------------- | ----------- | -------------------------------------------------------------------------------------------- |
| BW   |             | 1 von 3 Linden                     | Thelkow Dorfkirche (54° 2′ 15,6″ N, 12° 33′ 43,7″ O)     |                      |             | Verordnung zur Sicherung von Naturdenkmalen im Kreise Rostock, 28.01.1939                    |
| BW   |             | 1 von 3 Linden                     | Thelkow (54° 2′ 15,2″ N, 12° 33′ 43,6″ O)                |                      |             | Verordnung zur Sicherung von Naturdenkmalen im Kreise Rostock, 28.01.1939                    |
| BW   |             | 1 von 3 Linden                     | Thelkow Dorfplatz 5 (54° 2′ 15,1″ N, 12° 33′ 43,1″ O)    |                      |             | Verordnung zur Sicherung von Naturdenkmalen im Kreise Rostock, 28.01.1939                    |
| BW   |             | Eiche                              | Thelkow Am Koppelteich (54° 2′ 17,1″ N, 12° 33′ 33,6″ O) |                      |             | Verordnung zur Sicherung von Naturdenkmalen im Kreise Rostock, 28.01.1939                    |
| BW   |             | Stieleiche                         | Liepen (54° 4′ 9,2″ N, 12° 35′ 15,9″ O)                  |                      |             | 6. Nachtragsverordnung zur Sicherung von Naturdenkmalen im Kreise Rostock - Land, 01.07.1942 |
| BW   |             | 1 von 2 der ehemals 9 alten Buchen | Liepen (54° 2′ 59″ N, 12° 34′ 34,1″ O)                   |                      |             | 2. Beschluss des Rates des Kreises Rostock - Land, 25.07.1956                                |
| BW   |             | 1 von 2 der ehemals 9 alten Buchen | Liepen (54° 2′ 58,4″ N, 12° 34′ 34,1″ O)                 |                      |             | 2. Beschluss des Rates des Kreises Rostock - Land, 25.07.1956                                |
| BW   |             | Eibe                               | Thelkow, Gutspark (54° 2′ 5,1″ N, 12° 33′ 32,9″ O)       |                      |             | 2. Beschluss des Rates des Kreises Rostock - Land, 25.07.1956                                |
| BW   |             | Stieleiche                         | Thelkow Gutspark (54° 2′ 1,7″ N, 12° 33′ 30,8″ O)        |                      |             | 2. Beschluss des Rates des Kreises Rostock - Land, 25.07.1956                                |
| BW   |             | Baumbestand auf Hühnengrab         | Thelkow-Liepen (54° 3′ 3,7″ N, 12° 34′ 0,5″ O)           | (3 Eichen, 4 Buchen) |             | 3. Beschluss des Rates des Kreises Rostock - Land, 29.01.1957                                |
| BW   |             | Findling                           | Thelkow-Liepen (54° 3′ 36,7″ N, 12° 33′ 20″ O)           |                      |             | 3. Beschluss des Rates des Kreises Rostock - Land, 29.01.1957                                |
| BW   |             | Findling                           | Thelkow-Liepen (54° 3′ 34,2″ N, 12° 33′ 26,9″ O)         |                      |             | 3. Beschluss des Rates des Kreises Rostock - Land, 29.01.1957                                |
| BW   |             | Stieleiche                         | Liepen/Zum Burgsee (54° 3′ 17,7″ N, 12° 34′ 47,1″ O)     |                      |             | Beschluss Nr. 145-22/86 des Kreistages Rostock-Land, 23.10.1986                              |
| BW   | fnd_dbr_052 | Hecke Nustrow-Kowalz               | (54° 1′ 23,2″ N, 12° 33′ 42,1″ O)                        |                      |             | Beschluss des Rates des Kreises Rostock Nr. 145-22/86 vom 23.10.1986                         |

## Zarnewanz
| Bild | Nr.         | Bezeichnung                          | Standort                                               | Beschreibung | Schutzzweck | Verordnung                                                                                   |
| ---- | ----------- | ------------------------------------ | ------------------------------------------------------ | ------------ | ----------- | -------------------------------------------------------------------------------------------- |
| BW   |             | Eibe                                 | Zarnewanz, Park (54° 3′ 35,7″ N, 12° 29′ 15,3″ O)      |              |             | 3. Nachtragsverordnung zur Sicherung von Naturdenkmalen im Kreise Rostock - Land, 04.05.1940 |
| BW   |             | Buche                                | Zarnewanz, Park (54° 3′ 34″ N, 12° 29′ 15,5″ O)        |              |             | 3. Nachtragsverordnung zur Sicherung von Naturdenkmalen im Kreise Rostock - Land, 04.05.1940 |
| BW   |             | 4 Linden mit gemeinsamer Krone       | Zarnewanz, Park (54° 3′ 32,7″ N, 12° 29′ 11,4″ O)      |              |             | 2. Nachtragsverordnung zur Sicherung von Naturdenkmalen im Kreise Rostock - Land, 15.02.1940 |
| BW   |             | Decken eines zerstörten Hühnengrabes | Zarnewanz (54° 2′ 56,1″ N, 12° 29′ 48,1″ O)            |              |             | 3. Nachtragsverordnung zur Sicherung von Naturdenkmalen im Kreise Rostock - Land, 04.05.1940 |
| BW   |             | Findling                             | Zarnewanz (54° 2′ 41,5″ N, 12° 30′ 37,3″ O)            |              |             | 3. Nachtragsverordnung zur Sicherung von Naturdenkmalen im Kreise Rostock - Land, 04.05.1940 |
| BW   |             | Weißdorn                             | Zarnewanz (54° 3′ 33,4″ N, 12° 30′ 38,1″ O)            |              |             | 3. Nachtragsverordnung zur Sicherung von Naturdenkmalen im Kreise Rostock - Land, 04.05.1940 |
| BW   |             | Buche                                | Zarnewanz (54° 3′ 12,8″ N, 12° 30′ 46,7″ O)            |              |             | 5. Nachtragsverordnung zur Sicherung von Naturdenkmalen im Kreise Rostock - Land, 14.07.1941 |
| BW   |             | Buche                                | Zarnewanz (54° 3′ 31″ N, 12° 31′ 4,8″ O)               |              |             | 5. Nachtragsverordnung zur Sicherung von Naturdenkmalen im Kreise Rostock - Land, 14.07.1941 |
| BW   |             | Findling                             | Zarnewanz (54° 3′ 36″ N, 12° 31′ 12″ O)                |              |             | 5. Nachtragsverordnung zur Sicherung von Naturdenkmalen im Kreise Rostock - Land, 14.07.1941 |
| BW   |             | Eichkoppel Stieleichen und Rotbuchen | Zarnewanz (54° 2′ 43,4″ N, 12° 30′ 47,5″ O)            |              |             | 2. Beschluss des Rates des Kreises Rostock - Land, 25.07.1956                                |
| BW   |             | Rotbuche                             | Zarnewanz (54° 3′ 3,7″ N, 12° 30′ 38,8″ O)             |              |             | 1. Beschluss des Rates des Kreises Rostock - Land, 14.04.1956                                |
| BW   |             | Findling                             | Zarnewanz (54° 3′ 23,3″ N, 12° 30′ 50″ O)              |              |             | 2. Beschluss des Rates des Kreises Rostock - Land, 25.07.1956                                |
| BW   |             | Buche                                | Stormstorf (54° 4′ 2,3″ N, 12° 27′ 16,3″ O)            |              |             | Reppeliner Bachtal                                                                           |
| BW   |             | Eiche                                | Stormstorf, K23 (54° 4′ 1,4″ N, 12° 27′ 31,3″ O)       |              |             | 4. Beschluss des Rates des Kreises Rostock - Land, 04.07.1957                                |
| BW   |             | Eiche                                | Stormstorf, K23 (54° 4′ 0,3″ N, 12° 27′ 32,8″ O)       |              |             | 4. Beschluss des Rates des Kreises Rostock - Land, 04.07.1957                                |
| BW   |             | Eiche                                | Zarnewanz, Park (54° 3′ 32,5″ N, 12° 29′ 9,2″ O)       |              |             | 3. Beschluss des Rates des Kreises Rostock - Land, 29.01.1957                                |
| BW   |             | Stieleiche                           | Stormstorf (54° 3′ 58,6″ N, 12° 27′ 19″ O)             |              |             | Reppeliner Bach                                                                              |
| BW   |             | Hainbuche                            | Stormstorf (54° 3′ 57″ N, 12° 27′ 21,3″ O)             |              |             | Reppeliner Bach                                                                              |
| BW   | fnd_dbr_060 | Bachlauf Reppeliner Bach             | Sanitz und Zarnewanz (54° 4′ 19,2″ N, 12° 27′ 10,8″ O) |              |             | NSG Reppeliner Bachtal                                                                       |
| BW   | fnd_dbr_061 | Gramstorfer Berge                    | Tessin und Zarnewanz (54° 2′ 47,4″ N, 12° 29′ 16,8″ O) |              |             | NSG                                                                                          |